# Richard Löwenthal
Richard Löwenthal (Pseudonym Paul Sering; * 15. April 1908 in Charlottenburg; † 9. August 1991 in Berlin) war ein deutscher Politikwissenschaftler. 1961 bis 1974 war er als Professor an der Freien Universität Berlin tätig. Er beschäftigte sich mit Problemen der Weltpolitik, der Demokratie, des Kommunismus und der Hochschulpolitik.

## Leben

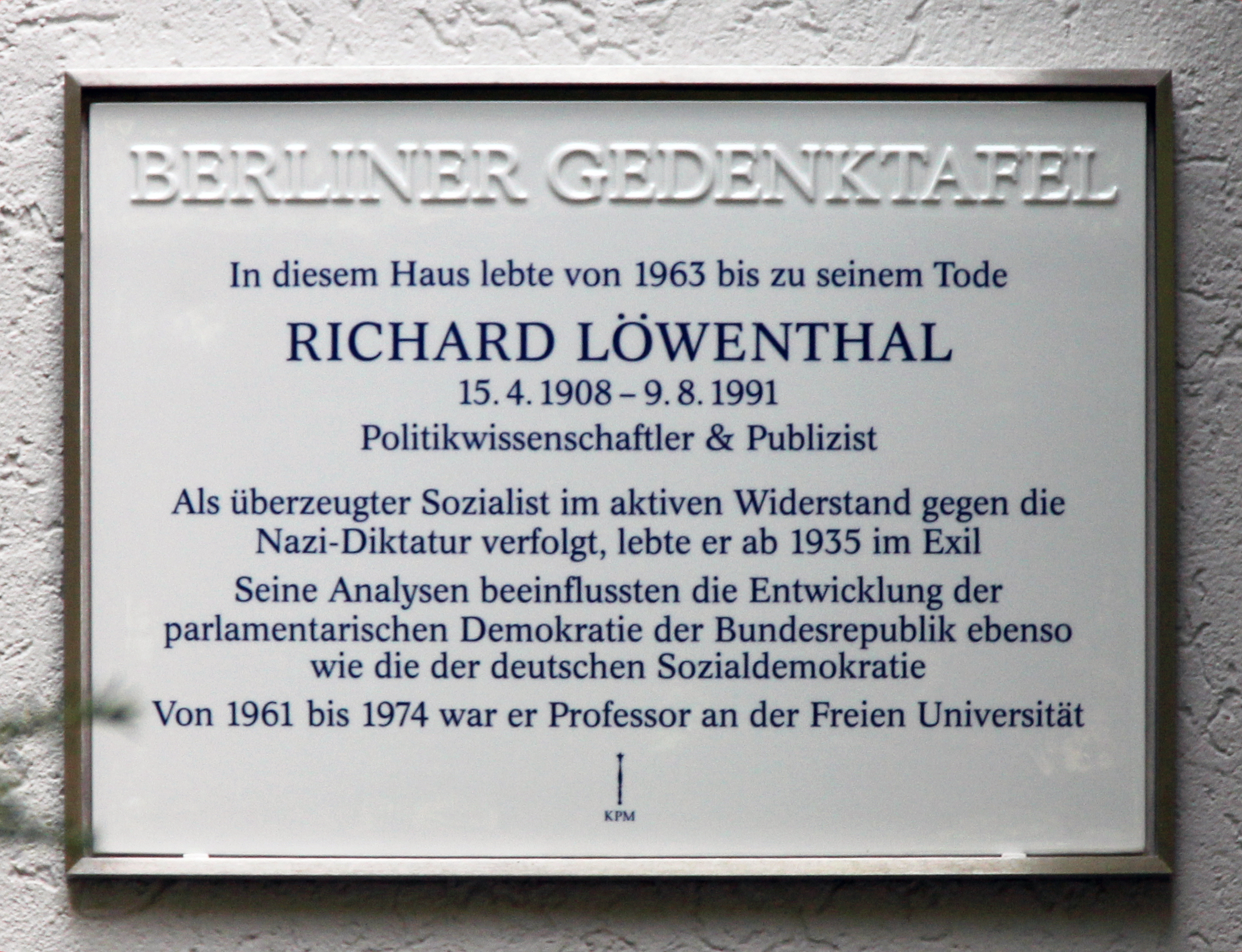
Berliner Gedenktafel am Haus, Höhmannstraße 8, in Berlin-Grunewald

Richard Löwenthal wurde als Sohn des jüdischen Handelsvertreters Ernst Löwenthal (1870–1937) und seiner Ehefrau Anna Löwenthal, geborene Gottheil (1880–1969), geboren. Nach dem Besuch des Charlottenburger Mommsen-Gymnasiums studierte er von 1926 bis 1931 Nationalökonomie und Soziologie in Berlin und Heidelberg. Zu seinen Professoren zählten unter anderem Alfred Weber und Karl Mannheim. 1931 promovierte er über Die Marxsche Theorie des Krisenzyklus.
Von 1926 bis 1929 war er Mitglied der KPD und leitete gemeinsam mit Franz Borkenau und Boris Goldenberg die Kommunistische Studentenfraktion (Kostufra), die er 1929 wegen inhaltlicher Auseinandersetzungen verließ. In den folgenden Jahren engagierte er sich in der KPD-Opposition und wurde Mitglied in Walter Loewenheims (Deckname: Miles) Leninistischer Organisation. Nach 1933 war er als führender Ideologe in Berlin maßgeblich am Aufbau der in Gruppe Neu Beginnen  (NB) umbenannten Organisation beteiligt. Zu dieser Zeit legte er sich seinen Decknamen „Paul Sering“ zu.
Im Juni 1935 kam es dann zur Spaltung der Gruppe Neu Beginnen und der Absetzung Loewenheims. Die Leitung von Neu Beginnen übernahm bis zur Gestapo-Verhaftungswelle unter den NB-Mitgliedern u. a. Löwenthal. Im August 1935 emigrierte Löwenthal in die Tschechoslowakei und arbeitete in Prag im NB-Auslandsbüro mit. Im April des folgenden Jahres nahm er ein Forschungsstipendium in London an, das bis Oktober 1937 andauerte. Danach kehrte er wieder in die NB-Zentrale zurück, bis er 1938 nach Paris floh. 1939 ging Löwenthal nach London, von wo aus er sich auch an der Opposition gegen den Nationalsozialismus in Deutschland beteiligte.
Im Exil pflegte er eine enge Verbindung zur Fabian Society und war Beiratsmitglied im International Socialist Forum. Außerdem trat er für die Rekonstruktion der II. Internationale ein. Da Löwenthal vom Nachkriegsprogramm der britischen Arbeiterbewegung beeinflusst war, befürwortete er auch, dass Deutschland die parlamentarische Demokratie durch eine zentrale, an den Interessen der arbeitenden Bevölkerung orientierte Investitionslenkung ergänzte. Von 1940 bis 1942 war er Sprecher und Redakteur beim von den britischen Behörden geduldeten Geheimsender Sender der europäischen Revolution.
1945 wurde er Mitglied der SPD. Bis 1958 war Löwenthal als freier politischer Journalist für die Nachrichtenagentur Reuters und als Auslandskorrespondent für den Observer in Bonn tätig, wo er unter dem Pseudonym Rex Löwenthal auch Kolumnen für Die Zeit schrieb. 1961 wurde er als Ordinarius für die Wissenschaft von der Politik und für Geschichte und Theorie der Auswärtigen Politik an das Otto-Suhr-Institut der FU Berlin berufen, bei dem er zuvor schon als Gastdozent in Erscheinung getreten war. Des Weiteren beteiligte er sich an verschiedenen Forschungsprogrammen zur Entwicklung Osteuropas (u. a. Deutsche Gesellschaft für Osteuropakunde, Bundesinstitut für ostwissenschaftliche und internationale Studien, Forschungsbeirat Ostblock und Entwicklungsländer bei der Friedrich-Ebert-Stiftung). 1974 wurde Richard Löwenthal emeritiert, arbeitete danach weiterhin als freier Journalist in Bonn. Er war lange Jahre stellvertretender Vorsitzender der SPD-Grundwertekommission.
1974 wurde Löwenthal in die American Academy of Arts and Sciences gewählt. 1978 wurde er mit der Ernst-Reuter-Plakette ausgezeichnet, 1983 erhielt er das Große Bundesverdienstkreuz mit Stern, 1984 den Waldemar-von-Knoeringen-Preis der Georg-von-Vollmar-Akademie und 1986 den Arthur-Burkhardt-Preis.
Er war seit 1960 mit Charlotte Herz, geborene Abrahamsohn (* 1908), einer promovierten Soziologin, verheiratet.

## Werk
In seinem umfangreichen wissenschaftlichen Werk beschäftigte sich Löwenthal mit verschiedenen politikwissenschaftlichen und historischen Themen. Er profitierte unter anderem vom Wissen des Soziologen Max Weber.
Schon an seiner Promotionsarbeit über Die Marxsche Theorie des Krisenzyklus ließ sich erkennen, dass sich Löwenthal anfangs vor allem mit wissenschaftlich-theoretischen Fragen des Kommunismus beschäftigte, obwohl seine Kritik an der kommunistischen Sozialfaschismustheorie Ende der 1920er Jahre zum Ausschluss aus der KPD führte. Später folgten weitere Publikationen zum kommunistischen Themenbereich, in denen er sich verstärkt mit der Rolle der Sowjetunion und insbesondere mit ihren staatlichen und gesellschaftlichen Strukturen beschäftigte. Ein weiteres wichtiges Thema in diesem Zusammenhang war  die Art der Umsetzung des Kommunismus in der UdSSR (Chruschtschow und der Weltkommunismus; Der geborstene Monolith – Von Stalins Weltpartei zum kommunistischen Pluralismus; Der Sowjetblock zwischen Vormachtkontrolle und Autonomie; Einparteisystem und bürokratische Herrschaft in der Sowjetunion; Sowjetische Innenpolitik – Triebkräfte und Tendenzen).
1935 veröffentlichte Löwenthal in der Zeitschrift für Sozialismus eine eigene Theorie des Faschismus, die sich gegen die Faschismustheorie der Komintern richtete und einen wesentlichen Beitrag in der Diskussion über Grundlagen und Perspektiven des nationalsozialistischen Regimes darstellt (Der Faschismus: System und Widersprüche; Der Faschismus: Voraussetzung und Träger). Dieser wissenschaftliche Ansatz beeinflusste unter anderem die Arbeiten Franz Neumanns und Otto Bauers (Zwischen zwei Weltkriegen). 
Löwenthal vertrat in der Aufsatzserie die These, dass es im faschistischen Staat nur einen „scheinbaren Primat der Politik über die Ökonomie“ gegeben habe. In Wirklichkeit führe der faschistische Staat eine Politik im Interesse der „reaktionären Wirtschaftszweige“ bestehend vor allem aus Schwerindustrie und Landwirtschaft. Jedoch betrachtet er das Verhältnis zwischen den Kapitalfraktionen und der faschistischen Partei als Bündnis, die Partei sei kein willfähriges Werkzeug gewesen, sondern eine relativ autonome politische Kraft. Später beschäftigte sich auch Löwenthal noch eingehender mit dem Thema Nationalsozialismus (Historische Voraussetzungen des deutschen Nationalsozialismus; Widerstand und Verweigerung in Deutschland 1933 bis 1945).
Durch die Aufgabe des Konzepts des demokratischen Zentralismus erreichte Löwenthal nach 1935 eine ideologische Annäherung an die Sozialdemokratie, insbesondere an Otto Bauers Austromarxismus und die Haltung der traditionellen linken sozialdemokratischen Parteiopposition. Mit Karl Frank, Josef Poppling und Josef Buttinger verfasste Löwenthal das Werk Der kommende Weltkrieg, das die Aufgaben und Ziele des deutschen Sozialismus als Versuch linkssozialistischer Standortbestimmung gegenüber dem zu erwartenden Krieg in Europa darstellt.
In Klare Fronten, erschienen 1941 in London, propagierte Löwenthal im Hinblick auf die Kriegsziele der Alliierten die Deutsche Revolution zwischen den Weltmächten.
In diesem wichtigen Werk tritt Löwenthal für eine Beteiligung der UdSSR an der späteren Neuordnung Europas ein, um die Unterdrückung der revolutionären Bewegungen und die Übertragung der kapitalistischen Gesellschaftsordnung auf die UdSSR durch die Westmächte zu verhindern. 1943 jedoch distanzierte sich Löwenthal von seiner in Klare Fronten vertretenen Position und orientierte sich stärker an den Westmächten, vor allem an der britischen Arbeiterbewegung. Fortan bleibt er ein Verfechter der Westbindung Deutschlands, denn nur sie könne vor dem Machtstreben der Sowjetunion Schutz bieten.
In den 1960er Jahren erfuhr Löwenthals bereits 1947 erschienenes Werk Jenseits des Kapitalismus unter der sozialistischen Linken und der Studentenbewegung neue Beachtung. Das Werk ist eine theoretische Schrift über den demokratischen Sozialismus und sollte einen Beitrag zur sozialistischen Neuorientierung in Deutschland darstellen. Neben einem dirigistischen Wirtschaftssystem forderte er darin den europäischen Zusammenschluss, um sich zwischen den beiden Machtblöcken in Ost und West zu behaupten.
Allerdings wandte sich Löwenthal 1967 gegen Pläne des Sozialistischen Deutschen Studentenbundes, Formen der plebiszitären Demokratie in Hochschule und Gesellschaft einzuführen, und distanzierte sich ein Jahr später öffentlich von der Studentenbewegung, da er mit dem Neomarxismus der Studentenrevolte wenig anfangen konnte. Als etablierter Hochschullehrer warnte er vor dem „romantischen Rückfall“ in den Marxismus und vor einem Aufgeben der sicheren westlichen Allianz. Die Studentenbewegung bezeichnete er in diesem Werk als „rückwärts gewendete Revolution“.
Im Jahr 1970 gehörte Richard Löwenthal zum engsten Gründerkreis des Bundes Freiheit der Wissenschaft; gemeinsam mit Hans Maier und Hermann Lübbe formulierte er den Gründungsaufruf.
Wegen seiner wissenschaftlichen Analyse des Nationalsozialismus wird Löwenthal als ein führender Theoretiker der Sozialdemokratie geschätzt. Er war lange Zeit Berater der SPD-Parteiführung, insbesondere in Fragen der Beziehung zwischen Sozialdemokratie und Kommunismus. Dabei kam es zu einem kritischen Dialog mit Willy Brandt, den Löwenthal in außenpolitischen Fragen beriet. Löwenthal warnte Brandt vor einer Vernachlässigung der traditionellen sozialdemokratischen Wählerschichten.

## Werke
- Faschismus – Bolschewismus – Totalitarismus. Schriften zur Weltanschauungsdiktatur im 20. Jahrhundert. Hrsg. von Mike Schmeitzner, Vandenhoeck & Ruprecht, Göttingen 2009, ISBN 978-3-525-32600-8.
- Außenpolitische Perspektiven des westdeutschen Staates.
- Chruschtschow und der Weltkommunismus. Kohlhammer, Stuttgart 1963.
- Demokratischer Sozialismus in den Achtziger Jahren.
- Der Faschismus (System und Widersprüche).
- Der Faschismus (Voraussetzung und Träger).
- Der geborstene Monolith: Von Stalins Weltpartei zum kommunistischen Pluralismus.
- Der kommende Weltkrieg: Aufgaben und Ziele des deutschen Sozialismus.
- Der romantische Rückfall: Wege und Irrwege einer rückwärts gewendeten Revolution.
- Der Sowjetblock zwischen Vormachtkontrolle und Autonomie.
- Die Demokratie im Wandel der Gesellschaft Vorträge gehalten im Sommersemester 1962.
- Die Wandlung des Kapitalismus.
- Die Widerstandsgruppe „Neu Beginnen“.
- Die zweite Republik 25 Jahre Bundesrepublik Deutschland – eine Bilanz. Herausgegeben von Richard Löwenthal und Hans-Peter Schwarz.
- Einparteisystem und bürokratische Herrschaft in der Sowjetunion.
- Ernst Reuter. Eine politische Biographie. (Zusammen mit Willy Brandt), München 1957.
- Edzard Reuter zum Sechzigsten: Die Grenzen sprengen
- Geschichte zwischen Gestern und Morgen
- Gesellschaftswandel und Kulturkrise: Zukunftsprobleme der westlichen Demokratien.
- Geteiltes Land halbes Land: Essays über Deutschland.
- Historische Voraussetzungen des deutschen Nationalsozialismus.
- Jenseits des Kapitalismus: Ein Beitrag zur sozialistischen Neuorientierung. Dietz, Berlin/Bonn-Bad Godesberg 1977, ISBN 3-8012-1096-0.
- Sowjetische Innenpolitik: Triebkräfte und Tendenzen.
- Sozialismus und aktive Demokratie Essays zu ihren Voraussetzungen in Deutschland.
- The Coming World War. Epilogue by Richard Löwenthal.
- Vom kalten Krieg zur Ostpolitik.
- Was ist der Volkssozialismus? In: Zeitschrift für Sozialismus. Jg. 3, Heft 36, September 1936.
- Weltpolitische Betrachtungen: Essays aus zwei Jahrzehnten.
- Widerstand und Verweigerung in Deutschland 1933 bis 1945. Dietz, Berlin/Bonn 1984, ISBN 3-8012-0074-4.
- Zwischen Mut und Angst: Berlin 1950. Sonderdruck aus: Die Grenzen sprengen: Edzard Reuter zum Sechzigsten.